# 恵那市立久棲小学校
恵那市立久棲小学校（えなしりつ　くすみしょうがっこう）は、かつて岐阜県恵那市に存在した公立小学校。

## 概要
- 校区は長島町久須見などであり、旧・恵那郡長島町の小学校であった。
- 1966年、姫栗小学校、河合小学校と統合。恵那北小学校の新設により廃校。
- 跡地は、やまびここども園となっている。

## 沿革
- 1873年（明治6年） - 久須見村に長徳義校が開校。
- 1874年（明治7年） - 長徳学校に改称する。
- 1877年（明治10年） - 久棲学校に改称する。
- 1886年（明治19年） - 久棲簡易科小学校に改称する。
- 1889年（明治22年）7月1日 - 正家村、久須見村、永田村、中野村が合併し、長島村が発足。
- 1892年（明治25年） - 久棲尋常小学校に改称する。
- 1898年（明治31年）12月14日 - 長島村が町制施行し、長島町となる。
- 1898年（明治31年） - 久棲尋常高等小学校に改称する。
- 1941年（昭和16年）4月1日 - 久棲国民学校に改称する。
- 1947年（昭和22年）4月1日 - 長島町立久棲小学校に改称する。
- 1954年（昭和29年）4月1日 - 大井町、長島町、東野村、三郷村、武並村、笠置村、中野方村、飯地村と合併し、恵那市が発足。同時に恵那市立久棲小学校に改称する。
- 1966年（昭和41年）3月 - 姫栗小学校、河合小学校と統合。恵那北小学校の新設により廃校。